# Susana Solís Pérez
Susana Solís Pérez (Avilés, 21 de diciembre de 1971) es ingeniera industrial y política española, eurodiputada en el Parlamento Europeo por el Partido Popular.  

## Biografía

### Formación académica
Solís es licenciada en Ingeniería Industrial por la Universidad de Oviedo y en Ingeniería de Máquinas por la Fachhochschule de Osnabrück (Alemania). Tiene un Executive MBA por IE y un Máster en Gestión y Dirección de Marketing también por IE University, así como un título de Programa de Liderazgo en Gestión Pública por IESE Business School.

### Carrera profesional como ingeniera
Susana Solís cuenta con más de 20 años de experiencia profesional en el sector privado, previamente a iniciar su carrera política. En 1995 comenzó a trabajar como ingeniera de Desarrollo en el Centro de Investigación de Daimler Benz en Ulm (Alemania) y posteriormente en la compañía alemana Bosch, donde desempeñó diferentes posiciones de responsabilidad. 
Continuó su carrera profesional en el Grupo Rexel, después en Essilor España, y más tarde en Johnson & Johnson, donde ocupó distintos cargos directivos. 

### Trayectoria política
En 2015, Solís fue electa como diputada por Ciudadanos en la Asamblea de Madrid para la X legislatura, al obtener la formación naranja 17 escaños. Durante esta legislatura, ejerció de portavoz de la Comisión de Presupuestos, Economía, Hacienda y Empleo, e igualmente como portavoz en la Comisión de Estudio del Endeudamiento y la Gestión Pública de la Comunidad de Madrid. 
Fue también secretaria de la Comisión de Educación e Investigación y miembro suplente de la Diputación Permanente. Presentó 403 iniciativas parlamentarias, siendo la diputada del grupo que más propuestas tuvo a su nombre. 
Dentro de Ciudadanos, fue miembro de la Ejecutiva Nacional (2017-2019) y responsable de Industria e I+D+i del Comité Ejecutivo Nacional. 
En las elecciones europeas de 2019, Solís ocupó el número 7 de la candidatura de Ciudadanos al Parlamento Europeo. Tras obtener siete escaños, Solís comienza su carrera como eurodiputada para la IX legislatura europea, formando parte del grupo liberal Renew Europe. 
Durante los cinco años de mandato europeo, Solís ha sido miembro de la Comisión de Medio Ambiente (ENVI), la Comisión de Industria, Investigación y Energía (ITRE), la Comisión de Desarrollo Regional (REGI), la Comisión de Derechos de las Mujeres (FEMM) y la Subcomisión de Salud Pública. También ejercía como vicepresidenta de la Delegación para las Relaciones con la Península de Corea y formaba parte de la Delegación para las Relaciones con Estados Unidos. 
Asimismo, ha sido miembro de los intergrupos de Industria Europea, Pymes, Inteligencia Artificial, Política Digital y Cáncer. 
Solís presentó un total de 34 informes (17 informes y 17 informes alternativos), 68 preguntas escritas a la Comisión Europea, y 65 propuestas de resolución, posicionándose como la 2ª eurodiputada española que más enmiendas ha presentado (4669 enmiendas) y participando en un total de 140 dosieres e informes. 
En las elecciones europeas del 9 de junio de 2024, Susana Solís ocupó el número 15 en la candidatura del Partido Popular al Parlamento Europeo. Con un resultado de 22 escaños, Solís es desde entonces eurodiputada electa en el Partido Popular Europeo. 
Como tal, forma parte de la Comisión de Medioambiente (ENVI), de la Comisión de Industria, Investigación y Energía (ITRE), y de la Comisión de Mercado Interior y Protección al Consumidor (IMCO). También es miembro de la Delegación de la UE para las Relaciones con China. 